# Eparchia di Aleppo dei Caldei
L'eparchia di Aleppo dei Caldei (in latino Eparchia Aleppensis Chaldaeorum) è una sede della Chiesa cattolica caldea in Siria. Nel 2022 contava 5.300 battezzati. È retta dall'eparca Antoine Audo, S.I.

## Territorio
L'eparchia estende la sua giurisdizione sui fedeli della Chiesa cattolica caldea della Siria.
Sede eparchiale è la città di Aleppo, dove si trova la cattedrale di San Giuseppe.
Il territorio è suddiviso in 11 parrocchie.

## Storia
Una colonia di cristiani caldei era certamente presente ad Aleppo agli inizi del XVI secolo, originaria molto probabilmente della città di Diyarbakır nell'alta Mesopotamia. Nel 1723 il patriarca caldeo Yosep III Maraugin ottenne dal governo ottomano un firmano che riconosceva la sua giurisdizione sui fedeli caldei della città.
Il numero dei fedeli caldei è rimasto però sempre ridotto; agli inizi del Novecento la comunità comprendeva solamente 250 persone. Nel 1901 tuttavia papa Leone XIII autorizzò l'istituzione di un vicariato patriarcale, dipendente direttamente dal patriarca.
L'eparchia fu eretta il 3 luglio 1957 con la bolla Quasi pastor di papa Pio XII, con la quale il pontefice soppresse l'antica amministrazione apostolica di Gazira superiore dei Caldei ed istituiva la nuova circoscrizione ecclesiastica.

## Cronotassi dei vescovi
Si omettono i periodi di sede vacante non superiori ai 2 anni o non storicamente accertati.
- Paul Cheikho † (28 giugno 1957 - 13 dicembre 1958 nominato patriarca di Babilonia)
- Stéphane Bello, O.A.O.C. † (23 ottobre 1959 - 26 novembre 1989 deceduto)
  - Sede vacante (1989-1992)
- Antoine Audo, S.I., dal 18 gennaio 1992

## Statistiche
L'eparchia nel 2022 contava 5.300 battezzati.
| anno | popolazione | popolazione | popolazione | presbiteri | presbiteri | presbiteri | presbiteri                | diaconi | religiosi | religiosi | parrocchie |
| anno | battezzati  | totale      | %           | numero     | secolari   | regolari   | battezzati per presbitero | diaconi | uomini    | donne     | parrocchie |
| ---- | ----------- | ----------- | ----------- | ---------- | ---------- | ---------- | ------------------------- | ------- | --------- | --------- | ---------- |
| 1958 | 4.000       | 4.000.000   | 0,1         | 13         | 9          | 4          | 307                       |         |           |           | 7          |
| 1969 | 9.000       | ?           | ?           | 16         | 10         | 6          | 562                       |         | 6         | 2         | 8          |
| 1980 | 8.000       | ?           | ?           | 6          | 2          | 4          | 1.333                     |         | 4         | 2         | 5          |
| 1990 | 10.200      | ?           | ?           | 5          | 2          | 3          | 2.040                     |         | 6         | 2         | 7          |
| 1999 | 15.000      | ?           | ?           | 6          | 5          | 1          | 2.500                     |         | 1         | 3         | 10         |
| 2000 | 15.000      | ?           | ?           | 5          | 4          | 1          | 3.000                     |         | 1         | 3         | 10         |
| 2001 | 15.000      | ?           | ?           | 11         | 5          | 6          | 1.363                     |         | 6         | 3         | 11         |
| 2002 | 15.000      | ?           | ?           | 9          | 4          | 5          | 1.666                     |         | 5         |           | 10         |
| 2003 | 15.000      | ?           | ?           | 4          | 4          |            | 3.750                     |         | 1         |           | 11         |
| 2004 | 15.000      | ?           | ?           | 11         | 5          | 6          | 1.363                     |         | 7         | 3         | 12         |
| 2005 | 15.000      | ?           | ?           | 13         | 6          | 7          | 1.153                     |         | 7         | 3         | 12         |
| 2006 | 15.000      | ?           | ?           | 13         | 6          | 7          | 1.153                     |         | 7         | 3         | 12         |
| 2009 | 35.000      | ?           | ?           | 15         | 7          | 8          | 2.333                     |         | 9         | 3         | 14         |
| 2012 | 30.000      | ?           | ?           | 16         | 9          | 7          | 1.875                     |         | 7         | 3         | 14         |
| 2015 | 10.000      | ?           | ?           | 11         | 4          | 7          | 909                       |         | 7         |           | 10         |
| 2018 | 5.000       | ?           | ?           | 6          | 6          |            | 833                       |         |           |           | 10         |
| 2020 | 5.000       | ?           | ?           | 7          | 6          | 1          | 714                       |         | 1         |           | 11         |
| 2020 | 5.300       | ?           | ?           | 6          | 6          |            | 883                       |         | 1         |           | 11         |